# Richard J. Roberts

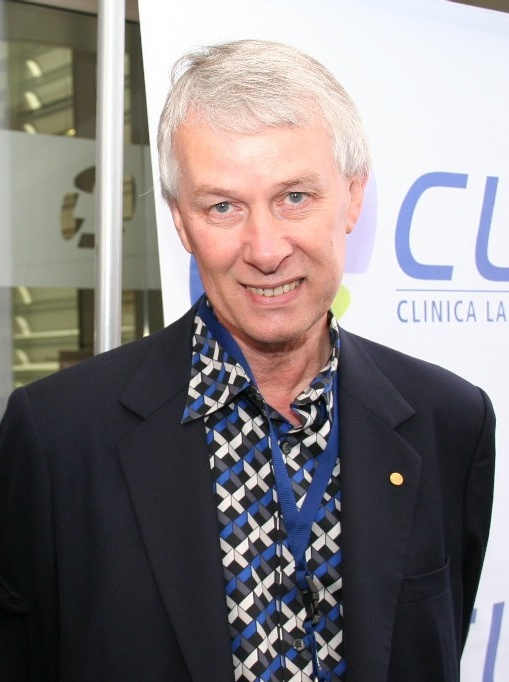
Richard J. Roberts (2007)

Sir Richard John Roberts (* 6. September 1943 in Derby, Derbyshire) ist ein britisch-amerikanischer Biochemiker und Molekularbiologe.
1993 erhielt er zusammen mit Phillip A. Sharp den Nobelpreis für Physiologie oder Medizin „für ihre Identifizierung des diskontinuierlichen Aufbaus einiger Erbanlagen von Zellorganismen“. Diese Mosaikgene enthalten sogenannte Intron-Abschnitte, die nicht für Proteinabschnitte codieren, sondern beim Spleißen des Primärtranskripts entfernt werden. Das kann auf verschiedene Weisen geschehen, so dass identische DNA-Abschnitte verschiedene Proteine codieren können.

## Leben
Richard („Rich“) Roberts war das einzige Kind von Edna (geb. Allsop) und John Roberts, einem Automechaniker. Im Alter von 4 Jahren zog die Familie nach Bath, wo er die St. Stephen‘s School und die City of Bath Boys' School besuchte. Früh erhielt er seinen ersten Chemiebaukasten, der in ihm den Wunsch weckte, Chemiker zu werden. Roberts erwarb 1965 an der University of Sheffield einen Bachelor in Chemie und wurde hier 1969 mit einer Arbeit über Neoflavonoide promoviert. Ein Buch von John Kendrew veranlasste ihn, sich der Biochemie zuzuwenden.
Er nahm ein Angebot von John Strominger, Professor für Biochemie und Molekularbiologie an der Harvard University, an, wo er die Aufgabe hatte, eine tRNA zu sequenzieren und auch die Biosynthese der Zellwand von Bakterien studierte. Während der vier Jahre in Boston hatte er die Gelegenheit für vier Wochen, Fred Sanger’s Labor in Cambridge zu besuchen, um hier die Methode der RNA-Sequenzierung zu erlernen.
1972 nahm er ein Angebot von James D. Watson am Cold Spring Harbor Laboratory zu forschen an. Hier hörte er in einem Vortrag von Daniel Nathans von der Isolierung des ersten Restriktionsenzyms, Endonuclease R, und erkannte die Bedeutung dieses und zahlreicher weiterer noch zu entdeckender Restriktionsenzyme für die Molekularbiologie. In seinem Labor entdeckte und isolierte er mehr als 100 Restriktionsenzyme. Seit 1974 war er Berater und Chairman des Scientific Advisory Boards der privaten Biotechnologie-Firma New England Biolabs. Zusammen mit Phil Sharp publizierte er Kartierung der DNA des Adenovirus-2, eine Arbeit, die zur Entdeckung der split genes führte. Elektronenmikroskopische Aufnahmen bestätigten die ungewöhnliche Genstruktur und damit die Entdeckung eines neuen Mechanismus der Ad2 mRNA Synthese in Säugerzellen. Roberts’ Entdeckung, dass eine individuelle mRNA von DNA in getrennten Segmenten, den Exons, codiert wird, ist ein Meilenstein in der Genetik und im Verständnis der molekularen Grundlagen der Evolution von Eukaryonten. Das von ihm entdeckte Alternative Spleißen bedeutet, dass ein Gen unterschiedliche Proteine codieren kann.
1992 wurde er Chefwissenschaftler (CSO) bei New England Biolabs, Betreiber der Restriktionsenzym-Datenbank REBASE. Hier erforscht er weiterhin Restriktionsenzyme und Methyltransferasen. Die Scopus-Datenbank listet ihn als Autor von mehr als 250 wissenschaftlichen Artikeln.
Roberts gehört der Brights-Bewegung an. Er ist verheiratet und hat vier Kinder. 1992 wurde er mit dem Ehrendoktorat der Universität Uppsala und 1994 der Universität Bath ausgezeichnet. 1995 wurde er zum Fellow der Royal Society ernannt und zum Mitglied der European Molecular Biology Organization EMBO gewählt. 1997 wählte man ihn in die American Academy of Arts and Sciences und die American Academy of Microbiology. 2007 wurde er für seinen Beitrag zur Entdeckung des Spleißens und für seine Studien zur Struktur und Genetik der Restriktionsenzyme mit der Gabor Medal der Royal Society ausgezeichnet. 2008 wurde er mit der Ernennung zum Knight Bachelor für seine Verdienste für die Molekularbiologie und die Wissenschaft im Vereinigten Königreich ausgezeichnet. 2021 erhielt er die Lomonossow-Goldmedaille der Russischen Akademie der Wissenschaften. 2023 wurde Roberts zum Mitglied der National Academy of Sciences gewählt.
Ein Erweiterungsbau der chemischen Fakultät an der University of Sheffield und der, auch mit seiner finanziellen Unterstützung, modernisierte wissenschaftliche Trakt der Beechen Cliff School (ehemals City of Bath Boys' School) wurden nach ihm benannt.

## Engagement für Goldenen Reis
Roberts setzt sich für die Zulassung von gentechnisch veränderten Pflanzen in Entwicklungsländern ein. Er initiierte einen offenen Brief zur Grünen Gentechnik, in dem 2016 zunächst 107 Nobelpreisträger die Nichtregierungsorganisation Greenpeace für deren kritische Haltung zum gentechnisch veränderten Goldenen Reis kritisierten. Mittlerweile (2023) wurde der Brief von 160 Nobelpreisträgern unterzeichnet.